# Hachtel (Bad Mergentheim)
Hachtel ist ein Stadtteil von Bad Mergentheim im Main-Tauber-Kreis im Nordosten Baden-Württembergs.

## Geographie
Das Dorf Hachtel ist der einzige Ort des Stadtteils und liegt in Luftlinie über acht Kilometer südsüdwestlich der Stadtmitte von Bad Mergentheim im Tal des Hachteler Bachs, der noch vor dem Ort Wachbach von links und Süden in den gleichnamigen Wachbach fließt, sowie im kleinen Nebental des Maulgrabens. Die Häuser stehen auf Höhen zwischen 290 und 345 m ü. NHN.
Ein bis anderthalb Kilometer weiter südlich und bachaufwärts quert der Damm des Hochwasserrückhaltebeckens Hachtel die Talmulde des im Muschelkalk laufenden Hachteler Bachs und schützt das Dorf vor den seltenen, aber dann teils verheerenden Hochwässern. Einen weiteren Kilometer südwestlich des 0,3 ha großen, dauerhaft hinter dem Damm angestauten Sees gab es früher einen Ort Igelstrut, der heute wüst gefallen ist.
Von Südwesten her aus Richtung Rengershausen kommend, steigt die Kreisstraße K 2845 über den Maulgraben ins Dorf ab und läuft vor dort nordwärts weiter im Tal bis zur B 19 im Wachbachtal.

## Geschichte

### Mittelalter
Im Jahre 1291 wurde der Ort erstmals urkundlich als Habchtal (= Habichtstal) erwähnt. 1342 folgte eine Erwähnung als Habstal.

### Neuzeit
Am 31. Dezember 1974 wurde Hachtel gemeinsam mit Wachbach in die Stadt Bad Mergentheim eingegliedert. Als am 1. Januar 1973 im Rahmen der baden-württembergischen Kreisreform der Landkreis Mergentheim aufgelöst wurde, gehörte Hachtel in der Folge zum neu gebildeten Tauberkreis, der am 1. Januar 1974 seinen heutigen Namen Main-Tauber-Kreis erhielt.

## Kultur und Sehenswürdigkeiten

### Hachteler See

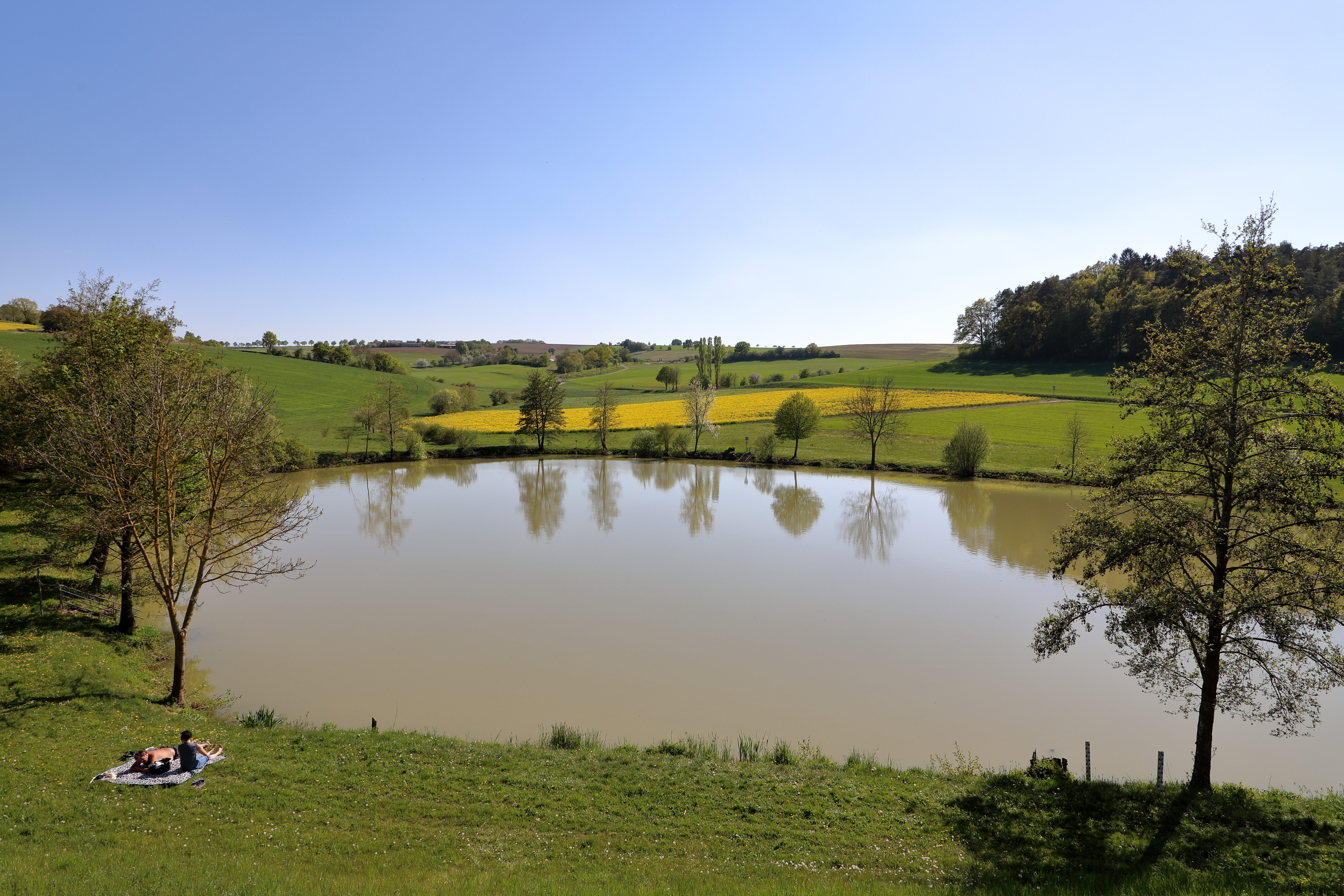
Der Hachteler See im Frühjahr

Der Hachteler See liegt etwa einen Kilometer südsüdwestlich vor Hachtel. Er wird vom Hachteler Bach durchflossen.

### Ottmar-Mergenthaler-Museum
Museum mit Gedenkstätte im ehemaligen Rathaus und Geburtshaus von Ottmar Mergenthaler. Der in Hachtel geborene Uhrmacher erfand 1886 in den USA die Linotype-Setzmaschine. Diese für die damalige Zeit revolutionäre Zeilensetz- und Gießmaschine von Schriftzeichen beschleunigte die Satzherstellung vor allem für Bücher und Zeitungen ganz entscheidend. Das Museum widmet sich dem Schaffen Ottmar Mergenthalers.

### Rad- und Wanderwege
Hachtel liegt am Radweg Liebliches Taubertal – der Sportive.

## Persönlichkeiten
- Ottmar Mergenthaler (1854–1899)[1]